# Idioma nogayo
El nogayo es un idioma hablado por los nogayos, un pueblo túrquico que habita actualmente el Cáucaso. Pertenece a las lenguas túrquicas y se divide en tres dialectos: el nogayo septentrional, hablado en la república rusa de Daguestán; el nogayo hablado en Stávropol y el nogayo occidental, hablado en la zona adyacente al río Kubán y sus tributarios en la república de Karacháyevo-Cherkesia. De estos, la lengua occidental es la que muestra mayores diferencias con respecto a los otros dos dialectos.
El nogayo se clasifica dentro de la rama túrquica septentrional. La familia lingüística a la que pertenece comprende otras lenguas tales como el tártaro crimeo, el karakalpako, el kazako y el kirguís.

## Historia
Los nogayos descienden de antiguos pobladores de la Horda de Oro. El nombre de su pueblo y de su lengua provienen de Nogai Kan, nieto de Gengis Kan, quien dirigió a sus huestes nómadas hacia el oeste del Danubio a fines del siglo XIII. Los antepasados directos de los nogayos actuales finalmente se establecerían más tarde a lo largo de la costa del mar Negro en lo que hoy corresponde en su mayor parte a Ucrania.
La expulsión de los nogayos de Ucrania, en el siglo XIX, separó a los hablantes de esta lengua en varios grupos aislados geográficamente. Algunos se fueron a Rumanía o a Turquía, mientras que otros permanecieron en el interior del Imperio ruso, asentándose en la región norte de Daguestán y las vecinas Chechenia y Stávropol, en donde residen hasta la actualidad.
Al principio, los nogayos usaban el alfabeto árabe para escribir su propia lengua, pero en 1928 se introdujo el uso del alfabeto latino. Un académico nogayo, A. Dzhanibekov (Canibek), fue quien compiló su sistema ortográfico, siguiendo los principios adoptados para todas las lenguas túrquicas. Más tarde, en 1938, las autoridades soviéticas, aduciendo que el uso del alfabeto latino era un impedimento para aprender ruso, hicieron obligatorio el uso del alfabeto cirílico.
En 1973, dos pequeños periódicos en nogayo comenzaron a ser publicados, uno en Karacháyevo-Cherkesia y otro en la República Socialista Soviética Autónoma de Daguestán, pero debido a la escasa difusión de estos diarios, no llegaron a los pequeños pueblos nogayos.
Políticas de asimilación y de instrucción pública han dado por resultado una rápida diminución del número de hablantes de nogayo en Turquía; de tal modo que actualmente el nogayo solo es hablado en su mayoría por personas de edad avanzada. En la Unión Soviética la lengua de instrucción en las escuelas era el ruso y el número de hablantes también se redujo por ello durante esa etapa. Según estimaciones recientes, el número total de hablantes de lengua nogaya es de unos 80 000.
El nogayo es actualmente parte del currículo escolar desde el primer año, hasta el décimo, en el Distrito Nogayo de Daguestán. También se enseña en la Escuela Pedagógica de Karacháyevo-Cherkesia y en la sección nacional del Instituto Pedagógico.

## Escritura

### Alfabeto árabe
Antes de 1928 se utilizaba el alfabeto árabe para la escritura del nogayo. Incluía todos los signos del alfabeto árabe tradicional más los símbolos adicionales:
ڮ, ۇ, ۋ, پ, ںُ, چ, ژ , گ
Para los sonidos propios del nogayo. El uso de este alfabeto no fue generalizado.

### Alfabeto latino
En 1928, la escritura del nogayo fue cambiada a caracteres latinos como parte de una amplia campaña de latinización soviética. A. Sh. Dzhanibekov, un maestro de escuela fue autor de este alfabeto.
| A a | B в | Ç ç | D d | E e | Ә ә | G g | Ƣ ƣ |
| I i | K k | L l | M m | N n | Ꞑ ꞑ | O o | Ө ө |
| P p | Q q | R r | S s | Ş ş | T t | U u | Y y |
| J j | Ь ь | Z z | V v |     |     |     |     |

Las letras C, c, I̡ ı ̡, M f, h H, X x, Ƶ ƶ se añadieron en 1931, y la letra S̷ s̷ en 1933. En 1936 las letras Ç ç, Ә ә, H H, I ̡ ı ̡ fueron excluidas del alfabeto.

### Alfabeto cirílico
El alfabeto nogayo basado en el cirílico fue creado en 1938. Se incluyeron todas las letras del alfabeto ruso a excepción de la Ё ё y los dígrafos Гъ гъ, Къ къ, Нъ нъ. Los dígrafos Оь оь, Уь уь se añadieron en el mismo año. En 1944, los dígrafos Гъ гъ, Къ къ fueron excluidos del alfabeto. La última reforma del alfabeto nogayo tuvo lugar en 1950, cuando adquirió su forma actual.
| А а   | Аь аь | Б б   | В в | Г г | Д д | Е е | Ё ё |
| Ж ж   | З з   | И и   | Й й | К к | Л л | М м | Н н |
| Нъ нъ | О о   | Оь оь | П п | Р р | С с | Т т | У у |
| Уь уь | Ф ф   | Х х   | Ц ц | Ч ч | Ш ш | Щ щ | Ъ ъ |
| Ы ы   | Ь ь   | Э э   | Ю ю | Я я |     |     |     |